# Torneo de Pune 2023
El Tata Open Maharashtra 2023 fue un evento de tenis profesional de la categoría ATP 250 que se jugó en pistas duras. Se trató de la 5.a edición del torneo que forma parte del ATP Tour 2023. Se disputó en Pune, India del 2 al 7 de enero de 2023 en el Mhalunge Balewadi Tennis Complex.

## Distribución de puntos
| Modalidad            | Campeón | Finalista | Semifinales | Cuartos de final | 2ª ronda | 1ª ronda | Clasificados | 2ª ronda de clasificación | 1ª ronda de clasificación |
| Individual masculino | 250     | 165       | 100         | 50               | 25       | 0        | 13           | 7                         | 0                         |
| Dobles masculino     | 250     | 150       | 90          | 45               | 20       | 0        | -            | -                         | -                         |

## Cabezas de serie

### Individuales masculino
| Tenista                 | Ranking | Preclasificado |
| Marin Čilić             | 17      | 1              |
| Botic van de Zandschulp | 35      | 2              |
| Emil Ruusuvuori         | 40      | 3              |
| Sebastián Báez          | 43      | 4              |
| Alex Molčan             | 50      | 5              |
| Filip Krajinović        | 54      | 6              |
| Jaume Munar             | 58      | 7              |
| Aslán Karatsev          | 59      | 8              |

- Ranking del 26 de diciembre de 2022.[2]

### Dobles masculino
| Tenistas                          | Ranking | Preclasificado |
| Rajeev Ram Joe Salisbury          | 7       | 1              |
| Nathaniel Lammons Jackson Withrow | 95      | 2              |
| Sadio Doumbia Fabien Reboul       | 112     | 3              |
| Sander Gillé Joran Vliegen        | 121     | 4              |

## Campeones

### Individual masculino
Tallon Griekspoor venció a  Benjamin Bonzi por 4-6, 7-5, 6-3

### Dobles masculino
Sander Gillé /  Joran Vliegen vencieron a  N. Sriram Balaji /  Jeevan Nedunchezhiyan por 6-4, 6-4